# 에픽 무비
에픽 무비(Epic Movie)는 2007년 공개된 미국의 패러디 영화이다.

## 줄거리
고아인 루시의 양아버지가 의문의 공격을 받고 죽기 전, 그녀에게 '황금 티켓'에 대한 단서를 남긴다. 루시를 포함하여, 수도승 훈련생이었던 에드워드, 입양된 소녀 수잔, 닭 날개를 가진 돌연변이 피터, 이 네 명의 고아들은 각각 황금 티켓을 발견하고 윌리의 초콜릿 공장에서 만나게 된다. 윌리는 이들을 초콜릿의 특별한 재료로 사용하려는 음모를 드러내고, 루시는 숨으려다 옷장을 통해 겨울 숲 속 나니아와 비슷한 그나니아로 가게 된다. 그곳에서 툼누스를 만나 위험을 경고받고, 다른 고아들도 그나니아로 따라온다.
에드워드는 그나니아를 지배하려는 하얀 마녀에게 속아 다른 고아들을 함정에 빠뜨리려 하지만, 곧 그들의 부모를 죽인 것이 하얀 마녀라는 사실을 알게 된다. 이들은 툼누스의 파트너인 해리 비버와 힘을 합쳐 하얀 마녀에 대항하기로 한다. 에드워드가 하얀 마녀에게 잡혀 고아들의 정보를 누설하게 되자, 하얀 마녀는 사일러스를 보내 그들을 추격한다. 툼누스는 그들을 안전하게 지키기 위해 희생한다.
이후, 루시, 수잔, 피터는 호그와트에서 노쇠한 해리 포터, 대머리 론 위즐리, 임신한 헤르미온느를 만나 훈련을 받는다. 이 과정에서 덤블도어, 맥고나걸, 해그리드가 실수로 죽게 된다. 캡틴 잭 스왈로우는 에드워드를 탈출시키지만, 사실은 정보를 얻기 위한 하얀 마녀의 계략이었다.
훈련을 마친 루시, 수잔, 피터는 아슬로의 진영으로 향한다. 아슬로는 에드워드를 돕기로 하고 사일러스를 죽이지만, 에드워드를 구출하는 과정에서 하얀 마녀에게 살해당한다. 전투 전야 파티에서 수잔이 술에 취해 구토를 하자, 다음 날 아무도 도와주지 않는다. 결국 네 남매는 하얀 마녀와 싸우고, 피터를 제외한 모두가 죽는다. 하지만 피터는 마법 리모컨으로 형제들을 되살려낸다. 
남매들은 함께 하얀 마녀의 군대를 물리치고 그녀의 계획을 저지한다. 하얀 마녀는 공정한 재판을 받을 것이라고 선언되지만, 잭의 바퀴에 깔려 죽는다. 네 남매는 그나니아의 새로운 통치자로 즉위하고, 툼누스는 살아 돌아온다. 수십 년 후, 노인이 된 그들은 다시 옷장을 발견하고, 옷장을 통해 나간 순간으로 돌아와 젊음을 되찾는다. 보랏은 그들에게 행복한 결말을 축하하지만, 잭의 바퀴가 또다시 그들을 덮쳐 죽인다. 보랏은 "NOT!"을 외치고 엉덩이를 치며 영화는 끝난다.

## 배역
- 에드워드 역 : 칼 펜(Kal Penn)
- 피터 역 : 애덤 캠벨(Adam Campbell)
- 루시 역 : 제이마 메이스(Jayma Mays)
- 수잔 역 : 폰느 A.챔버스(Faune A. Chambers)